# الجمعية الاتحادية (سويسرا)
الجمعية الاتحادية هو السلطة التشريعية الاتحادية في سويسرا. تجتمع في برن في قصر الاتحادية.
ومن مجلسين، التي تتألف الجمعية الاتحادية للمجلس الوطني 200 مقعدا ومجلس 46 مقعدا للدول. بيوت صلاحيات متطابقة. أعضاء من مجلسي النواب يمثل الكانتونات، ولكن، في حين يتم توزيع المقاعد في المجلس الوطني في نسبة إلى عدد السكان، كل كانتون مقعدين في مجلس الولايات، باستثناء الست نصف الكانتونات التي لها مقعد واحد لكل منهما. ويتم انتخاب كل من في كامل مرة واحدة كل أربع سنوات، مع الانتخابات الماضية التي عقدت في عام 2015.
تمتلك الجمعية الاتحادية السلطة التشريعية والحكومة الاتحادية، جنبا إلى جنب مع الحق الدستوري منفصل من مبادرة المواطن. من أجل قانون لتمرير، يجب أن يتم تمرير من قبل المجلسين. ويجوز للجمعية الاتحادية تأتي معا في الجمعية الاتحادية المتحدة في ظروف معينة مثل لانتخاب المجلس الاتحادي، المستشار الاتحادي، وهو جنرال (فقط في أوقات الخطر وطني الكبير) أو القضاة الفدراليين. المجلس الاتحادي (البوندسرات) بشكل فعال في مجلس الوزراء.

## التركيب
وتتكون الجمعية الاتحادية تتكون من مجلسين:
- المجلس الوطني، مع 200 مقعدا
- مجلس الولايات، مع 46 المجالس.

ويتم تخصيص المقاعد في المجلس الوطني إلى كانتونات نسبيا، على أساس عدد السكان. في مجلس الولايات، كل كانتون مقعدين (باستثناء «كانتونات-نصف» السابقة، والتي لها مقعد واحد لكل منهما).

### الجمعية الاتحادية المتحدة
في مناسبات المنزلين الجلوس معا باسم «الجمعية الاتحادية المتحدة» يتم ذلك:-
- أعضاء المنتخب من المجلس الاتحادي، المستشار الاتحادي، والعام والقضاة الفدراليين.
- التحكيم في حالة النزاعات بين السلطات الاتحادية.
- قضية العفو.
- الاستماع إلى إعلانات خاصة.

ويرأس الجمعية الاتحادية المتحدة رئاسة المجلس الوطني.

## المجموعات
يمكن أن تتعاون الأطراف في مجموعات، والسماح للأحزاب الصغيرة الحصول على الحقوق كجزء من التجمع. يجب أن يكون هذه المجموعات خمسة أعضاء على الأقل ويجب المحافظة عبر المجلسين. كونها عضوا في مجموعة رسمية يعطي أعضاء الحق في الجلوس على اللجان، وتلك التي ليست أعضاء لا يستطيعون الكلام في معظم المناقشات. وتتلقى كل مجموعة بدل ثابت للCHF 112،000، بينما كل عضو في مجموعة يتلقى أيضا CHF20،800 إضافي سنويا لكل منهما.
منذ مارس 2009، كانت هناك ست مجموعات في الجمعية الاتحادية. وكانت المجموعة الأخيرة لتشكيل حزب المحافظين الديمقراطية التي انشقت حزب الشعب السويسري في عام 2008. والحزب الديمقراطي المسيحي / EPP / GLP المجموعة (CEG) تشكلت بعد انتخابات عام 2007، للخروج من الديمقراطية السابقة المسيحية مجموعات. تم تشكيل FTP الحالي / مجموعة الليبرالية (RL) في عام 2003 من الحزب الديمقراطي الحر السابق (R) والليبرالية (L) مجموعات، منذ الانصهار 2009 من الحرة وحزب الأحرار، هو مرة أخرى مجموعة من حزب واحد. في عام 2011، تم حل CEG، شكلت الليبراليين الخضراء فصيل الخاصة بهم (GL) والأحزاب المسيحية الثلاثة شكلت المجموعة المسيحية الإنجيلية (CE).

## الملاحظات والمراجع
1. 1 2  Swiss Confederation (2010), p. 36

## وصلات خارجية
- Official site